# Panik i familien
Panik i familien er en dansk film fra 1945. En rigtig filmfarce. Den er instrueret af Alice O'Fredericks og Lau Lauritzen Jr. efter manuskript af Victor Skaarup, Preben Philipsen og Paul Sarauw.

## Handling
1905. Et par glade handelsrejsende - Hansen og Larsen - er på deres sidste runde til kunderne, før de slår sig ned i den store by for at åbne deres egen forretning - med dameundertøj. De holder en afskedsmiddag for en af de gamle kunder i Lilleby. Der er bal på hotellet, og et par unge damer gør de to venners bekendtskab, hvilket skal få følger i mere end en retning.

## Medvirkende
Blandt de medvirkende kan nævnes:
- Ib Schønberg
- Chr. Arhoff
- Lily Broberg
- Jessie Lauring
- Svend Bille
- Henry Nielsen
- Bjørn Puggaard-Müller